# Bazilio Olara-Okello
Bazilio Olara-Okello (1929 - Khartoem, 9 januari 1990) was een Oegandees generaal en een van de leiders van een militaire coalitie die het regime van Idi Amin afzette in 1979. Hij was ook de leider van de coup tegen Milton Obote in juli 1985, waarna hij twee dagen president was van het land. Okello werd vervangen door zijn medecoupleider Tito Okello.
Edward Mutesa · Milton Obote · Idi Amin · Yusuf Lule · Godfrey Binaisa · Paulo Muwanga · Presidentiële commissie · Milton Obote · Bazilio Olara-Okello · Tito Okello · Yoweri Museveni